# Монор
Монор (мађ. Monor) град је у Мађарској. Монор је значајан град у оквиру жупаније Пешта, а истовремено и важно предграђе престонице државе, Будимпеште.
Монор има 18.526 становника према подацима из 2009. године.

## Географија
Град Монор се налази у северном делу Мађарске. Од престонице Будимпеште град је удаљен 40 km југоисточно. Град се налази у северном делу Панонске низије, на надморској висини од 135 метара.

## Становништво
По процени из 2017. у граду је живело 18.125 становника.
| 1990.  | 2001.  | 2011.  | 2017.  |
| ------ | ------ | ------ | ------ |
| 18.483 | 20.745 | 18.268 | 18.125 |